# Influenza asiatica

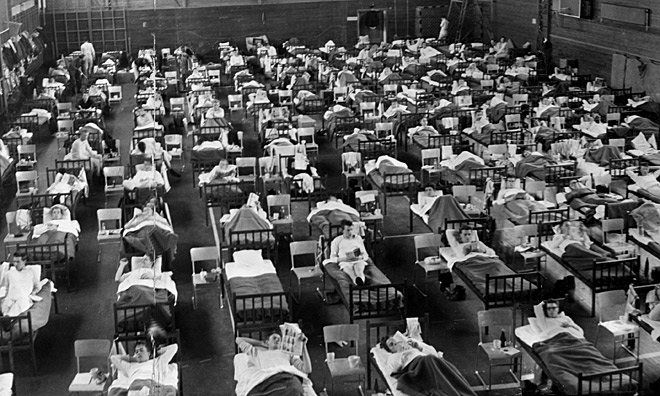
Letti d'emergenza in una palestra in Svezia durante la pandemia del 1957

L'Influenza Asiatica fu una pandemia influenzale di origine aviaria, che negli anni 1957-60 fece tra 1–4 milioni di morti. Fu causata dal virus influenzale A/Singapore/1/57 H2N2 (influenza di tipo A), isolato per la prima volta in Cina nel 1954. Nello stesso anno fu preparato un vaccino che riuscì a contenere la malattia.
Il virus A/H2N2 fu poco virulento come diffusione tra uomo-uomo e si manifestò stagionalmente fino al 1968. 
Più tardi l'H2N2 mutò nel virus A/H3N2 che causò l'influenza di Hong Kong negli anni 1968-1969.

## Mortalità
L'Organizzazione mondiale della sanità ha stimato che il tasso di mortalità sia inferiore allo 0,2%. Il ritmo del contagio potrebbe essere stato uguale o superiore a quello dell'Influenza spagnola ma il vaccino, il miglioramento delle condizioni igienico-sanitarie e l'invenzione degli antibiotici hanno contribuito a un tasso di mortalità inferiore.
Ha causato molte infezioni tra i bambini, diffondendosi nelle scuole e portando alla chiusura di molte di esse. Tuttavia il virus risultò raramente fatale per i bambini, essendo invece molto pericoloso per le donne in gravidanza, gli anziani e persone con malattie cardiache e polmonari pregresse.

### Per Paese
Negli Stati Uniti si stimano tra i 70 000 e i 116 000 decessi. Nel Regno Unito si registrarono circa 33 000 decessi su 9 milioni di contagi, in Germania 30 000. La Francia, secondo le valutazioni dell'epoca, registrò circa 15 000 morti. 
In Svezia, su un totale di circa 312 000 contagi (stime parlano anche di 1 116 000, circa il 15% della popolazione), il numero dei morti fu basso (circa 3 000). Anche in Finlandia il numero dei morti fu basso (1 300) su circa un terzo della popolazione contagiata.
In Italia si stimano circa 30 000 decessi.
Fra l'ottobre del 2005 e il febbraio del 2006, a causa di un errore umano, centinaia di campioni dell'influenza asiatica contenenti il virus H2N2 furono inviati accidentalmente a più di 3700 laboratori scientifici in 18 paesi diversi sotto forma di kit per analisi. Il governo statunitense, scoperto l'errore, si attivò subito per contattare i laboratori coinvolti e richiese loro di distruggere immediatamente i campioni. Nessun individuo fu contagiato e la notizia fu resa nota solamente dopo che i laboratori furono informati del pericolo per paura di atti di bioterrorismo.